# Llei de Hubble-Lemaître

Univers en expansió

La llei de Hubble-Lemaître és una llei d'astronomia segons la qual el desplaçament cap al roig de les ratlles espectrals de les galàxies i, per tant, llur velocitat radial creix linealment amb llur distància de la Terra. Fou deduïda teòricament a partir de la teoria general de la relativitat d'Albert Einstein i comprovada experimentalment per l'astrofísic belga Georges Lemaître el 1927 i redescoberta experimentalment el 1929 per l'astrònom estatunidenc Edwin Hubble. És un dels fonaments de la teoria del big-bang que explica el naixement de l'univers en una gran explosió i la seva posterior expansió. Matemàticament s'expressa com:
{\displaystyle v=H_{0}d}
on:
{\displaystyle v} és la velocitat radial de les galàxies observades des de la Terra en Mpc/s (1 Mpc = 1 milió de parsecs, 1 pc = 3,26 anys llum).
{\displaystyle H_{0}} és la constant de Hubble', que es considera actualment que té un valor de 70 ± 2 km/s/Mpc.
{\displaystyle d} és la distància que ens separa de la galàxia estudiada mesurada en Mpc.
A Viena el 31 d’agost de 2018 a la 30a Assemblea General de la Unió Astronòmica Internacional (UAI), constituïda per més 13.500 membres de tot el món, s'aprovà canviar el nom de la coneguda fins aleshores com a «llei de Hubble» per «llei de Hubble-Lemaître», en honor de George Lemaître, pare del big-bang, per reconèixer el fet d'haver estat el primer a descobrir-la, malgrat que aquest fet restà desconegut per gran part dels científics durant dècades.

## El desplaçament al roig de les galàxies

Desplaçaments cap al roig i cap al blau de la llum que arriba a un observador d'estels que s'allunyen d'ell i se li aproximen, respectivament

El 1916 i el 1917, els astrònoms estatunidencs Vesto Melvin Slipher (1875-1969) i Francis G. Pease (1881-1938) mesuraren les components radials de les velocitats d'una sèrie de «nebuloses» utilitzant l'efecte Doppler-Fizeau que afectava les seves línies espectrals. El 1919, l'astrònom estatunidenc Harlow Shapley (1885-1972) s'adonà que la majoria d'aquests objectes s'estaven allunyant de nosaltres perquè les línies espectrals s'observaven desplaçades cap al roig, però no pogué proporcionar una interpretació satisfactòria d'aquest fenomen perquè estava convençut que pertanyien a la Via Làctia. El 1921, Shapley i l'astrònom estatunidenc Heber D. Curtis (1872-1942) començaren un debat sobre la naturalesa de les nebuloses: Curtis estava convençut que en realitat eren «illes-univers» molt llunyanes similars a la nostra galàxia.

## Explicació de Lemaître
```
Albert Einstein
 (1879-1955) introduí una 
constant cosmològica
 en les seves equacions de la 
relativitat general
 per mantenir l'
univers
 estàtic, com es creia llavors. Però el 1922,
[
3
]
 el 
cosmòleg
 rus 
Aleksandr Frídman
 (1888-1925), conegut com Alexander Friedmann, derivà les primeres solucions a les equacions d'Einstein per a un univers en expansió (
equacions de Friedmann
). Cinc anys després, l'astrònom i 
jesuïta
 belga 
Georges Lemaître
 (1894-1966), de la 
Universitat Catòlica de Lovaina
, publicà a la revista 
Annales de la Société Scientifique de Bruxelles
, l'article titulat 
Un Univers homogène de masse constante et de rayon croissant rendant compte de la vitesse radiale des nébuleuses extra-galactiques
,
[
4
]
 en el qual redescobrí la solució dinàmica de Friedmann a les equacions de relativitat general d'Albert Einstein que descriuen un 
univers en expansió
. Lemaître havia realitzat una estada d'un any a la 
Universitat de Cambridge
 (
Anglaterra
) amb el reconegut astrofísic britànic 
Arthur Eddington
 (1882-1946), especialista en la teoria de la relativitat, i un altre a 
Massachusetts
 (
EUA
), amb 
Harlow Shapley
.
[
5
]
```

Aquest article de 1927 no tengué difusió entre els astrofísics d'aquell temps perquè estava escrit en francès i la revista tenia poca difusió a l'estranger. En ell, Lemaître deduí que l'expansió de l'univers implica que els espectres de les galàxies distants es desplacen cap al roig en una quantitat proporcional a la seva distància. La gran novetat fou que Lemaître proporcionà la primera interpretació de desplaçaments cosmològics en termes d'expansió espacial, en lloc d'un moviment real de galàxies: l'espai era en constant expansió i conseqüent augment de les separacions aparents entre galàxies. Aquesta idea és un dels descobriments més significatius del segle xx.
Finalment, utilitzà dades publicades sobre les velocitats i distàncies fotomètriques de les galàxies per a derivar la taxa d'expansió de l'univers (assumint la relació lineal que havia trobat en els fonaments teòrics). Utilitzant les dades astronòmiques disponibles, Lemaître proporcionà la relació explícita de proporcionalitat entre la velocitat aparent de recessió i la distància a partir de les dades de 42 nebuloses extragalàctiques de les llistes de Hubble i Stremberg, determinà una velocitat radial de 625 km/s a 10⁶ parsecs, que és el que actualment es coneix com a constant de Hubble. Aquesta relació és exactament l'actual llei del Hubble-Lemaître.

## Observacions de Hubble

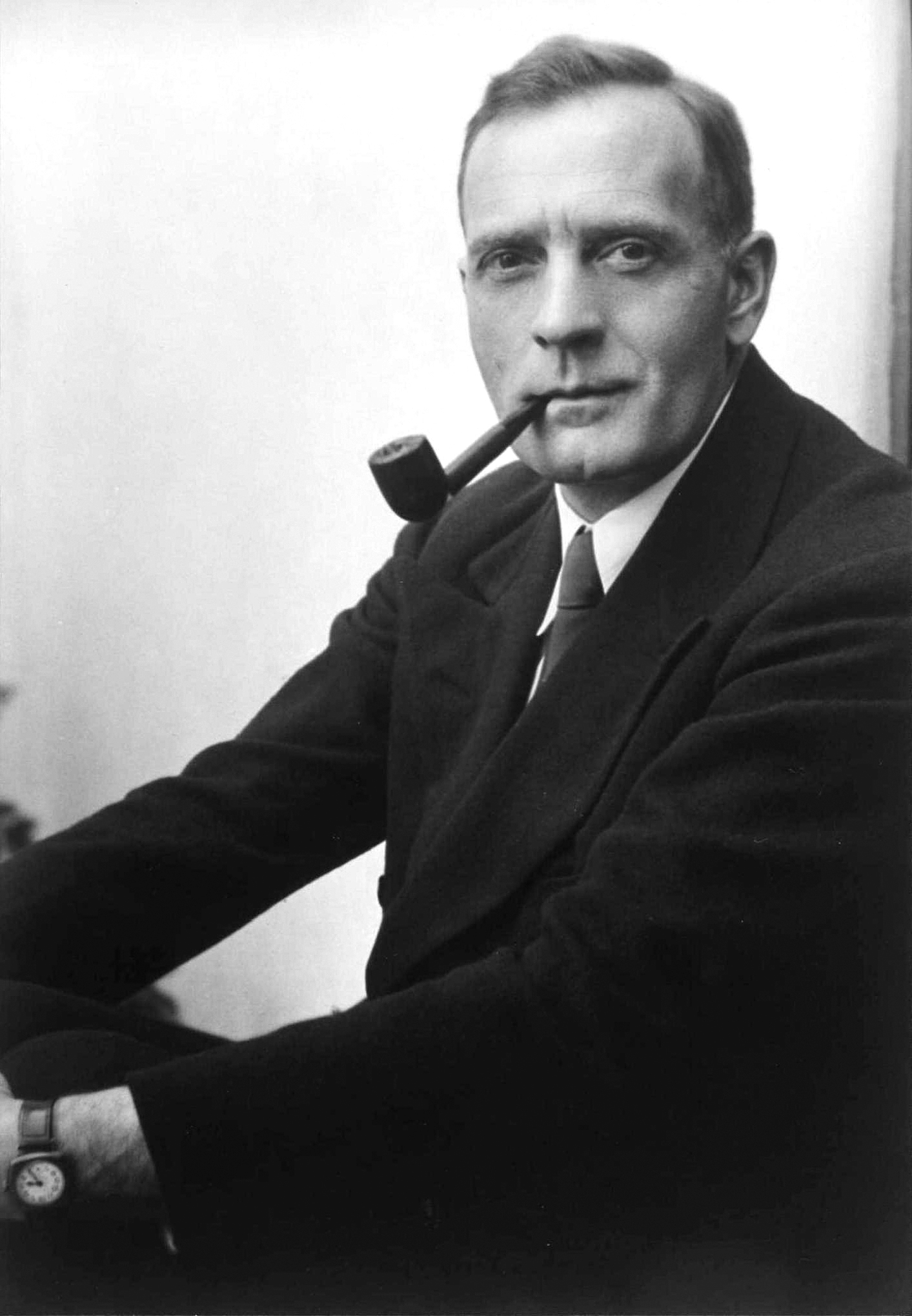
Edwin Powel Hubble el 1931

Durant la dècada 1920-29, l'astrònom estatunidenc Edwin Powel Hubble (1889-1953) investigant amb el gran telescopi de 254 cm d'obertura de l'observatori de Mount Wilson a Pasadena, Califòrnia, les «nebuloses» que es troben, segons ell comprovà, més enllà de la Via Làctia, arribà a la conclusió que són conglomerats de mils de milions d'estrelles. Fou l'any 1924 quan Hubble comunicà que havia arribat a la conclusió que hi ha «nebuloses» extragalàctiques, i que concretament ho és la gran nebulosa d'Andròmeda, en la qual havia pogut distingir estrelles individuals. L'any 1926 ja havia descobert unes 600 «nebuloses» que no eren nebuloses sinó agrupacions d'estels com la d'Andròmeda, i en presenta una classificació segons la seva forma.

Examinant la «nebuloses» més clara, que és la 31 del catàleg Messier, la de la constel·lació d'Andròmeda, aconseguí, l'any 1923, identificar-hi una estrella variable cefeida. S'anomenen cefeides aquelles estrelles que varien regularment la seva lluminositat en un període relativament curt, que va des d'un dia i mig fins a uns dos anys. El nom els ve de la 6a de la constel·lació de Cefeu, que és un estel descobert per John Goodricke (1764-1786) el 1784, que en 5,4 dies passa alternativament de la magnitud 3,6 a la 4,4. A partir d'ella pogué mesurar-ne el període de variació. Això li permeté aplicar la llei de Henrietta Swan Leavitt (1868-1921) que relaciona la magnitud absoluta d'un estel amb el seu període de variabilitat, per calcular la distància d'aquella «nebulosa» a uns 800 000 anys llum, unes vuit vegades el diàmetre de la Via Làctia. Aquestes «nebuloses», a proposta de Harlow Shapley (1885-1972), s'anomenaren «galàxies», per la seva semblança amb la nostra Galàxia.

Gràfic de Hubble amb les dades de les 24 galàxies emprades per Hubble al seu article de 1929. A l'eix vertical es representa la velocitat radial de les galàxies en km/s; a l'eix horitzontal la seva distància a la Terra en Mpc. El pendent d'aquesta recta és la constant de Hubble

Edwin Hubble conegué Lemaître a la tercera Assemblea General de la Unió Astronòmica Internacional a Leiden, Països Baixos, el juliol de 1928, on intercanviaren opinions sobre la rellevància, en el marc del model evolutiu emergent de l'univers, del desplaçament cap al roig enfront de la distància en les dades observacionals de les «nebuloses» extragalàctiques.
Hubble, analitzà espectroscòpicament la llum que ens arriba de galàxies llunyanes i comprovà el desplaçament cap al roig de les línies espectrals, la qual cosa vol dir que s'estan allunyant, en virtut de l'efecte Doppler-Fizeau. Com que les cefeides més febles tenien més acusada aquesta desviació, arribà a la mateixa conclusió a la que havia arribat Georges Lemaître dos anys abans, que és proporcional a la distància a què es troben de la Terra, i que s'allunyen d'ella també amb una velocitat proporcional a la seva llunyania. Hubble publicà, en 1929, a la revista Proceedings of the National Academy of Sciences of the United States of America (PNAS), l'article titulat A Relation between Distance and Radial Velocity among Extra-Galactic Nebulae sense citar el treball de Lemaître, amb les dades obtingudes en les seves observacions i en el qual proposà i derivà la relació lineal distancia-velocitat per a les galàxies: {\textstyle v\varpropto d}. En un article posterior, publicat el 1931 en col·laboració amb l'astrònom Milton Humason (1891-1972), inclogué les dades de velocitats de quaranta noves galàxies i, en pocs anys, l'expansió de l'univers començà a conèixer-se com la llei de Hubble.

## Dades actuals

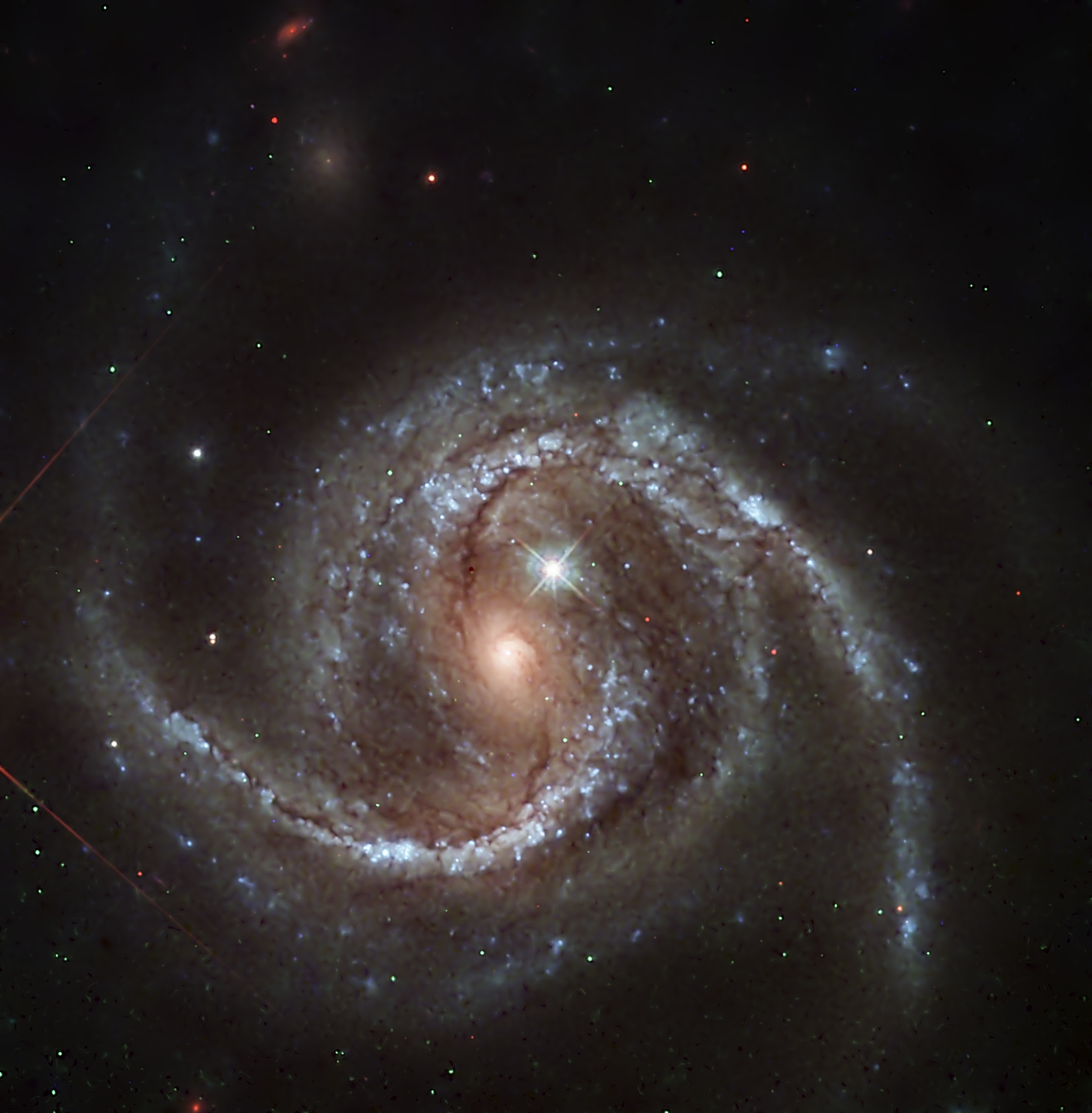
Galàxia NGC5495

Al llarg de les dècades des del descobriment de Lemaître i Hubble, nombroses observacions de la llei del Hubble-Lemaître s'han dut a terme a distàncies molt més grans i amb molta més precisió utilitzant una varietat d'estels patró moderns, incloent-hi les supernoves tipus Ia (SNIa), i un indicador de distància estel·lar/cefeida molt millorat al cúmul de la Verge, dut a terme amb el telescopi espacial Hubble, anomenat en honor d'Edwin Hubble. Els valors que calculà Hubble de les seves distàncies el 1929 contenien errors en un factor de ∼7. Això es degué principalment a un calibratge incorrecte de les cefeides estàndard utilitzades en aquell moment. Totes les distàncies eren, per tant, unes set vegades inferiors al valor real, i la taxa d'expansió o constant de Hubble {\displaystyle H_{o}} unes set vegades major que el valor real. El valor calculat per Hubble el 1929 per a la constant {\displaystyle H_{o}} era de 500 km/s/Mpc, Lemaître dos anys abans havia obtingut un valor de 625 km/s/Mpc, mentre que el valor ben calibrat d'avui és {\displaystyle H_{o}} = 70 (±∼2) km/s/Mpc. No obstant això, malgrat aquesta gran diferència i les seves principals implicacions per a la taxa d'expansió i l'edat de l'univers, el descobriment fonamental de Lemaître i de Hubble de l'univers en expansió no es veu afectat; la relació lineal {\textstyle v\varpropto d} subjacent es manté sense canvis.

## Desplaçament al roig i expansió de l'univers

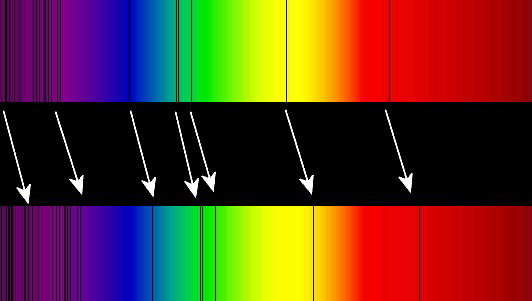
Desplaçament cap al roig (espectre inferior) de les línies espectrals obtingudes d'un focus que s'allunya de l'observador.

A conseqüència de l'expansió còsmica de l'univers, les galàxies s'allunyen unes de les altres. Per tant, la radiació emesa per una galàxia en moviment davant d'un receptor pateix un desplaçament cap al roig segons l'efecte Doppler-Fizeau o efecte Doppler relativista, que ve donat pel factor {\displaystyle z}. Si {\displaystyle \lambda _{o}} és la longitud d'ona observada i {\displaystyle \lambda _{e}} la longitud d'ona és la longitud d'ona emesa, la definició és:
{\displaystyle z\equiv {\frac {\Delta \lambda }{\lambda }}={\frac {\lambda _{o}-\lambda _{e}}{\lambda _{e}}}}
Pel desplaçament cap al roig és {\displaystyle z>0} i pel desplaçament cap al blau {\displaystyle z<0}. Per exemple si la velocitat de la galàxia és de 0,1c (30 × 10⁶ m/s) les línies espectrals de l'hidrogen que s'observen a la Terra a 434,0 nm, 486,1 nm i 656,3 nm apareixen a l'espectre de la llum de la galàxia a 479,8 nm, 537,4 nm i 725,6 nm, respectivament, desplaçades cap al roig.
Mitjançant la teoria especial de la relativitat es pot relacionar amb les velocitats {\displaystyle v_{0}} i {\displaystyle v_{e}}, de l'observador i de l'emissor respectivament, resultant la fórmula de l'efecte Doppler relativista amb {\displaystyle v} la velocitat relativa i {\displaystyle c} la velocitat de la llum:
{\displaystyle 1+z={\frac {\lambda _{0}}{\lambda _{e}}}={\frac {v_{e}}{v_{0}}}={\sqrt {\frac {1+v/c}{1-v/c}}}}
Es pot posar la velocitat relativa {\displaystyle v} en funció de {\displaystyle z} i queda la relació:
{\displaystyle {\frac {v(z)}{c}}={\frac {2z+z^{2}}{2+2z+z^{2}}}}Ara es pot aproximar amb una sèrie de Taylor prop de {\displaystyle z=0}:
{\displaystyle {\frac {v}{c}}=z-{\frac {z^{2}}{2}}+{\frac {z^{4}}{4}}-\ldots }
I, per a petits valors de {\displaystyle z}, resulta que {\displaystyle v\approx cz}.
Si hom aplica la llei experimental de Hubble-Lemaître s'obté:
{\displaystyle v=H_{0}d\longrightarrow d={\frac {v}{H_{0}}}={\frac {cz}{H_{0}}}}Una expressió més acurada és:
{\displaystyle d={\frac {v}{H_{0}}}=\left[{\frac {(z+1)^{2}-1}{(z+1)^{2}+1}}\right]{\frac {c}{H_{0}}}}
Per tant, calculant el desplaçament cap al roig de l'espectre de llum d'una galàxia es pot determinar a quina distància es troba de la Terra.
Els majors desplaçaments cap al roig mesurats corresponen a quasars. Mesures de més de cent quasars han donat valors de {\displaystyle z} entre 0,16 i 3,53, que corresponen a velocitats d'allunyament entre 0,15c i 0,91c (45 × 10⁶ m/s i 273 × 10⁶ m/s).

## El temps de Hubble

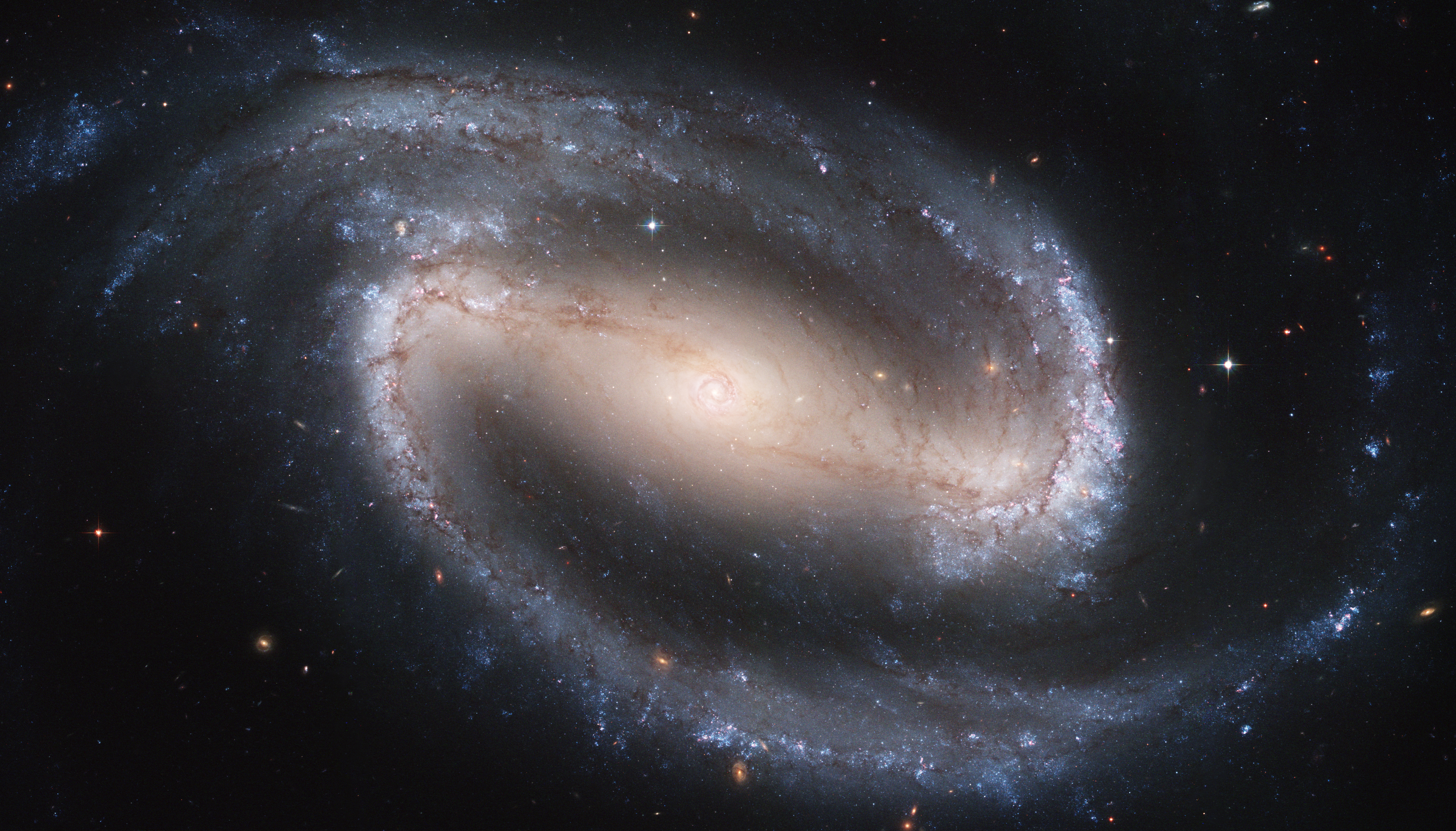
Galàxia barrada NGC 1300 fotografiada pel telescopi espacial Hubble

La constant de Hubble {\displaystyle H_{0}} és un paràmetre molt important en cosmologia perquè no només permet calcular la distància de les galàxies a la Terra sinó que també dona l'edat de l'univers. La inversa d'aquesta constant s'anomena temps de Hubble:
{\displaystyle t_{H}={\frac {d}{v}}={\frac {1}{H_{0}}}}
Aquest temps representa el temps transcorregut des de l'inici d'una expansió còsmica lineal, extrapolant la llei lineal de Hubble-Lemaître fins a temps t = 0. Es relaciona així amb l'edat de l’univers des del big-bang fins avui. Per al valor actual de la constant de Hubble {\displaystyle H_{o}} = 70 (±∼2) km/s/Mpc el temps de Hubble és {\displaystyle t_{H}} ∼14 mil milions d’anys, l'edat de l'univers.